# Fonofobi
Fonofobi definieras som en ihållande, onormal och obefogad rädsla för ljud. Ofta handlar det om normala miljöljud (t.ex. trafik, köksljud, dörrar som stängs eller till och med högt tal). Namnet fonofobi härstammar från de grekiska orden för ljud och rädsla. Fonofobi är inte en hörselstörning. Fonofobi ska inte förväxlas med hyperakusi (överkänslighet för vissa ljud) eller misofoni (stark reaktion på specifika ljud). Men fonofobi kan ibland anses vara en extrem form av misofoni.
För personer som lider av fonofobi är de perifera auditiva funktionerna i allmänhet intakta, men vissa inlärningsprocesser leder till att intensiva specifika reaktioner utvecklas (rädsla, ångest, undvikande) och att man undviker vissa akustiska stimuli. Denna tendens, som inte bara syftar till att undvika möjliga ljudkällor utan även sociala aktiviteter, med åtföljande isolering och tendens till depression, får alla kännetecken på ett medicinskt problem med psykologisk grund.
På en klinisk nivå är fonofobi kroppens reaktion på en akustisk stress (även av låg intensitet), som aktiverar en rad potentiellt skadliga effekter. De mest omedelbara effekterna är förändringar i kardiorespiratorisk rytm, muskeltonus och vasovagalt syndrom (svettningar, illamående, kräkningar, gastrointestinala störningar etc.), neurofysiologiska reaktioner och reflexer på ljudstimulansen. Detta negativa tillstånd skulle vara resultatet av en kognitiv utvärdering som tillskriver stimuli värden som överdrivna och skadliga. Detta innebär att personer med fonofobi är rädda för att utsätta sig för vissa ljud, eftersom de anser att de är särskilt skadliga för deras hälsa.
Fonofobi kan påverka en persons livskvalitet avsevärt och göra det svårt för dem att utföra vardagliga aktiviteter som att gå till jobbet, skolan eller umgås med vänner och familj. Det kan också leda till social isolering, depression och andra psykiska problem om det lämnas obehandlat.

## Orsaker
Liksom för alla specifika fobier är den exakta orsaken inte helt klarlagd. Det kan orsakas av genetiska faktorer. Personer med en familjehistoria som inkluderar ångeststörningar kan vara mer benägna att drabbas av detta tillstånd. Fonofobi kan också orsakas av yttre faktorer, t.ex. ett långvarigt barndomstrauma eller en enstaka traumatisk händelse. Hos autistiska barn och hos vissa andra barn kan den traumatiska händelsen verka extrem, men är det inte i verkligheten. Till exempel att plötsligt höra flera personer skrika "överraskning" på ett födelsedagskalas.

## Behandling
Det finns ingen enskild, beprövad behandling som kan bota fonofobi. Populära typer av terapi har dock visat sig vara användbara för att hjälpa människor att hantera de symtom som är förknippade med fonofobi. Behandling av fonofobi omfattar vanligtvis en kombination av terapi, medicinering och självhjälpstekniker. Kognitiv beteendeterapi (KBT) har visat sig vara effektiv vid behandling av fonofobi. Personer som lider av rädsla för ljud kan dra nytta av denna typ av terapi genom att identifiera och förändra negativa tankemönster och beteenden som bidrar till problemet. Exponeringsterapi, en typ av KBT, kan också användas för att gradvis utsätta personer för de ljud de är rädda för i en kontrollerad miljö, vilket hjälper dem att bli desensibiliserade för ljuden med tiden. Symtomen på fonofobi kan också behöva hanteras med hjälp av läkemedel som ångestdämpande medel, betablockerare eller ännu starkare ångestdämpande medel, beroende på hur allvarlig situationen är. Självhjälpstekniker som avslappningstekniker, mindfulness och stressreduceringstekniker kan också hjälpa till att hantera symtomen på fonofobi.